# مایکل والدرون
مایکل والدرون (انگلیسی: Michael Waldron) فیلم‌نامه‌نویس و تهیه‌کنندهٔ آمریکایی است. وی از سال ۲۰۱۴ میلادی تاکنون مشغول فعالیت بوده‌است.
او برای کار در آثاری نظیر ریک و مورتی، لوکی و دکتر استرنج در چندجهانی دیوانگی شناخته می‌شود.

## فیلم‌شناسی
| سال        | عنوان                           | به عنوان     | به عنوان  | توضیحات                 |
| سال        | عنوان                           | فیلم‌نامه‌نویس | تهیه‌کننده | توضیحات                 |
| ---------- | ------------------------------- | ------------ | --------- | ----------------------- |
| ۲۰۱۴       | اجتماع                          | دستیار       | نه        | ۱۳ قسمت                 |
| ۲۰۱۶       | HarmonQuest                     | آری          | نه        | ۹ قسمت                  |
| ۲۰۱۷       | بازی خوب                        | نه           | اجرایی    | ۶ قسمت                  |
| ۲۰۱۹–۲۰۲۰  | ریک و مورتی                     | آری          | آری       | قسمت: «پیرمرد و جایگاه» |
| ۲۰۲۱–اکنون | لوکی                            | آری          | اجرایی    | ۶ قسمت                  |
| ۲۰۲۱       | پاشنه‌ها                         | آری          | اجرایی    | ۸ قسمت                  |
| ۲۰۲۲       | دکتر استرنج در چندجهانی دیوانگی | آری          | نه        | پس‌تولید                 |